# Sancta Maria (Boudewijn Seapark)
Sancta Maria, voluit Piratenschip Sancta Maria 1492, is een attractie van het soort schommelschip gelegen in het Belgische Boudewijn Seapark te Brugge.
De naam Sancta Maria is een verwijzing naar het schip Santa María waarmee Christoffel Columbus in het jaar 1492 Amerika heeft ontdekt. De aankleding van het schip en het exterieur heeft echter meer een piraten-thematisering.
Het schommelschip is van het type ATT010 en werd gebouwd door de in 1993 opgeheven Italiaanse firma SDC Italy. 
Om het schip te betreden, dient de bezoeker groter te zijn dan 140 cm. Tussen de 100 en 140 cm is toegang mogelijk, mits begeleiding van een volwassene. Het schip telt 8 deurtjes (aan beide kanten vier) waarlangs bezoekers kunnen instappen. Iedere rij biedt plaats aan vijf personen, waardoor de maximum bezetting 40 bezoekers per rit is.